# Université de Pékin
 (juin 2012).
Si vous disposez d'ouvrages ou d'articles de référence ou si vous connaissez des sites web de qualité traitant du thème abordé ici, merci de compléter l'article en donnant les références utiles à sa vérifiabilité et en les liant à la section « Notes et références ».
L'université de Pékin (chinois simplifié : 北京大学 ; chinois traditionnel : 北京大學; pinyin : Běijīng Dàxué), est une université chinoise, considérée comme une des plus prestigieuses de la république populaire de Chine, connue dans le langage courant sous le nom de Beida (北大, Běidà), fondée à Pékin en 1898.

## Histoire

### Origine
L'établissement est fondé en juillet 1898, lors de la réforme des Cent Jours de l'empereur Guangxu.
Le Centre de recherches sur les chansons populaires y est fondé en février 1918, à l'initiative de Cai Yuanpei, ce qui marque les débuts de l'ethnologie moderne en Chine. En ont fait partie Liu Bannong et Gu Jiegang.

### Révolution culturelle
C'est en 1966, avec la révolution culturelle lancée par Mao Zedong que les dazibao refirent leur apparition en Chine. Un des éléments clés de la révolution culturelle fut la publication de dazibao  le 25 mai 1966 par Nie Yuanzi et d'autres à l'université de Pékin, affirmant que l'université était contrôlée par la bourgeoisie antirévolutionnaire. La lecture de ces textes par de jeunes étudiants comme Xing Xing Cheng les conduisit à participer à la révolution culturelle et rejoindre les gardes rouges. L'affiche est venue à l'attention de Mao Zedong, qui l'a diffusée nationalement en la publiant dans le Quotidien du peuple.

### Révolte de Tiananmen en 1989
La révolte de la place Tian'anmen, en 1989, est partie de Beida, où les étudiants étaient particulièrement actifs, et les dazibao nombreux. Après la répression des manifestations de la place Tian'anmen, la répression à Beida semble avoir été importante, même si le régime chinois maintient le silence sur l'ensemble des événements de juin 1989. Depuis, l'université est particulièrement contrôlée, notamment par le Parti communiste, qui encadre la plupart des étudiants.
De façon générale, Beida entretient depuis sa création des rapports ambigus avec le pouvoir. Ainsi, en 1957], la contestation du régime a été encouragée par Mao Zedong dans le cadre de la campagne des Cent Fleurs, avant que le pouvoir communiste, débordé par les critiques, décide de réprimer le mouvement.

## La vie sur le campus
L'université de Pékin abrite plusieurs départements dont la Guanghua Business School, la première école de management de Chine[réf. nécessaire], le Centre de recherche économique (CCER) et aussi des départements littéraires connus dont un département sur les relations internationales. 
L'université de Pékin accueille sur son campus deux MBA : le MBA de Guanghua Business School et le MBA Bimba mais aussi, à partir de 2013, un campus de Stanford. Son école de commerce est accréditée Equis depuis 2010.
La vie associative à Beida est constituée par des associations comme AIESEC, qui fournit des stages à des Chinois à l'étranger, des associations sportives (basket, football, danse, etc.), une junior entreprise (Daxue Conseil) et des organisations à vocation humanitaire.

## Contrôle idéologique
En 2013, le professeur d'économie  Xia Yeliang  connu pour avoir prôné des réformes politiques démocratiques, est limogé. Les autorités universitaires se sont engagées à « renforcer le contrôle idéologique sur leurs enseignants et étudiants, pour défendre la pensée marxiste ». Les étudiants et les professeurs seront « aidés » afin de conforter leurs capacités de jugement des valeurs démocratiques occidentales. Les pensées « néfastes » au parti communiste chinois doivent être éradiquées.

## Personnalités liées à l'université
On peut citer, notamment le professeur Qing Shi, inventeur du robot SQuRo.

## Scientométrie
En 2006, l'université de Pékin occupait le 14e rang au classement du Times Higher Education Supplement.

## Founder Group
Founder Group a été créé en 1986 au sein de l'université de Pékin par le professeur Wang Xuan (en).

## Galerie d'images

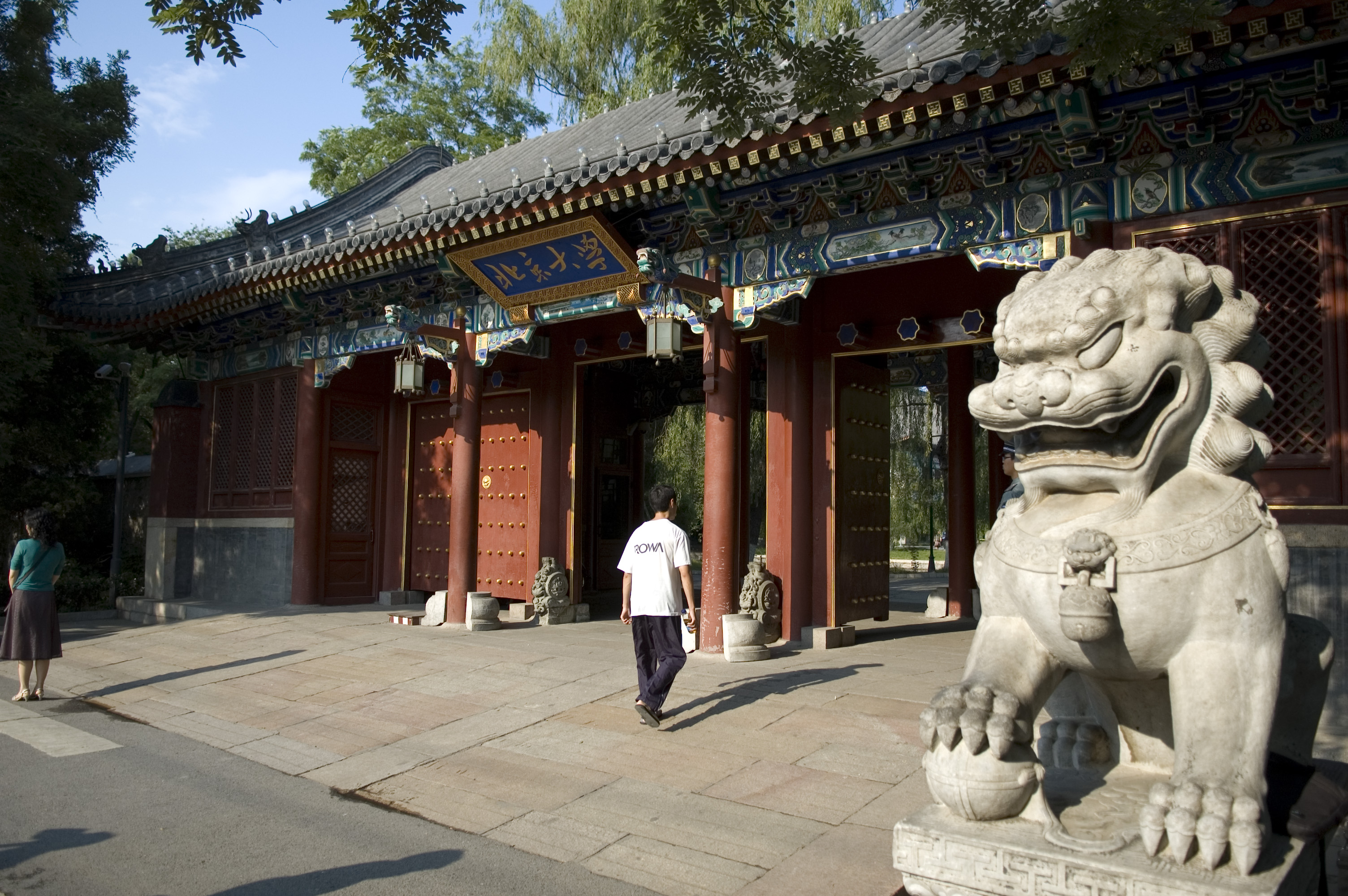
Le portail ouest.
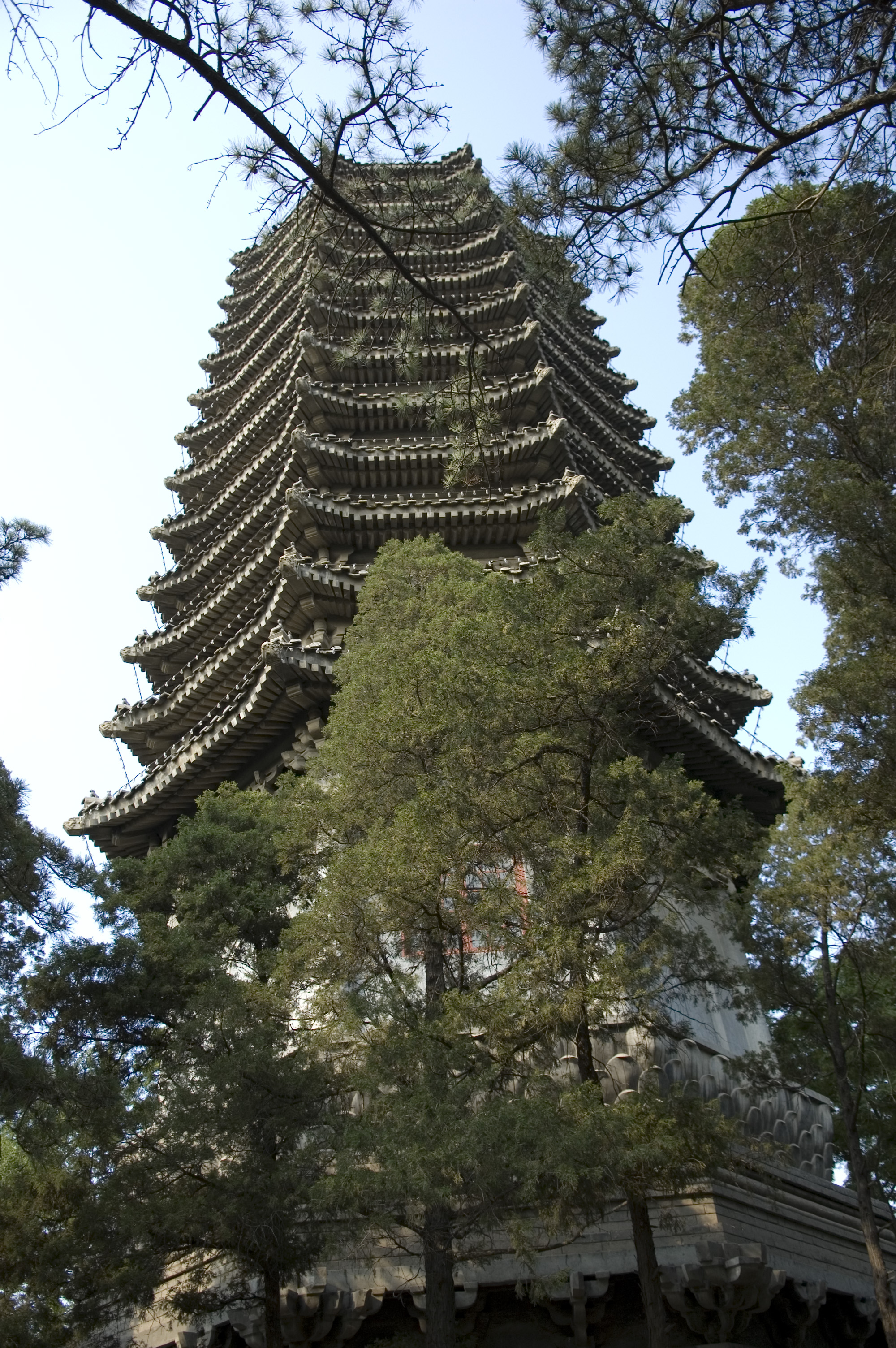
La pagode Boya.